# 邵林
邵林（?—1477年），明朝浙江承宣布政使司杭州府昌化县人，明朝外戚，人（治今浙江省杭州市临安区西），明世宗祖母邵太后的父亲。
邵林祖父邵寿，父亲邵义，母亲彭氏，夫人杨氏。邵林非常贫穷，把女儿邵氏卖给杭州府镇守太监，邵氏入宫，知书，有美色。成化十二年（1476年）被明宪宗封为宸妃，进封贵妃，生子朱祐杬、朱祐棆、朱祐枟。正德十六年（1521年）朱祐杬的儿子朱厚熜即位为嘉靖帝，追赠外曾祖父邵林为昌化伯。

## 子女
- 邵太后
- 邵宗
- 邵安
  - 邵茂
    - 邵杰，昌化伯
- 邵宣
- 邵喜，昌化伯
  - 邵蕙，昌化伯
  - 邵萱